# Nan Fung Group
Nan Fung Group (en chino tradicional, 南豐集團) es un grupo chino de empresas privadas. Sus negocios -que giran en torno a empresas textiles o inmobiliarias- lo convierten en uno de los grupos industriales más importantes de Hong Kong.

## Historia
La historia de Nan Fung Group (en chino tradicional, 南豐集團) se remonta al 27 de mayo de 1954, cuando Chen Din Hwa comenzó su andadura en una pequeña compañía textil de Hong Kong. Nan Fung Group probó suerte en 1965 en el sector inmobiliario y en 1978 desarrolló su primer complejo residencial, al que siguieron importantes complejos residenciales privados en Hong Kong.
Nan Fung Group se introdujo a mitad de la década de 1960 en el negocio de los edificios residenciales y comerciales de Hong Kong. A mediados de la década de 1990, el grupo empezó a invertir en el mercado inmobiliario de China y desde 2001 invierte en las ciudades chinas más importantes, como Pekín, Shanghái o Cantón. El grupo está también implicado en proyectos internacionales como inversor único o como socio inversor, en algunas de las ciudades más importantes del mundo.

## Inversiones
En 2016, Nan Fung Group invirtió una cantidad no desvelada en la compañía Vitargent (International) Biotechnology, una empresa hongkonesa de biotecnología.
En 2017, Nan Fung Life Sciences Fund lideró una ronda de inversión Serie C solicitada por la compañía Eargo, una empresa de audífonos de Silicon Valley. A la ronda, acudieron inversores como New Enterprise Associates, Charles y Helen Schwab o Maveron. Eargo fabrica audífonos pequeños, casi invisibles, y recargables. El dispositivo, que cuesta algo menos de $ 2,000 por par, es un producto Clase I, regulado por la FDA.
En 2018, Nan Fung Life Sciences, el brazo inversor del conglomerado de Hong Kong Nan Fung Group, invirtió una cantidad no desvelada en Harmony Biosciences LLC, una compañía con sede en Pensilvania que trabaja en tratamientos para trastornos del sistema nervioso central y que, tras una ronda, recaudó más de $ 295 millones de dólares entre los inversores.

## Ejecutivos
Vivien Chen, la hija más pequeña del fundador, Chen Din Hwa, se convirtió en presidenta de Nan Fung Group tras conocerse que su padre padecía la enfermedad de Alzheimer en 2009.
Antony Leung, exsecretario de Finanzas de Hong Kong, se unió a Nan Fung Group ejecutivo en Jefe en febrero de 2014.